# Eixón (Lugo)
Eixón (llamada oficialmente San Xurxo de Eixón) es una parroquia española del municipio de Puebla del Brollón, en la provincia de Lugo, Galicia.

## Límites
Limita con las parroquias de Pino y Santalla de Rey por el norte, Cereixa por el sur, Castrosante por el este, y Parte y Fornelas por el oeste.
| Noroeste: Parte (Monforte de Lemos) | Norte: Pino y Santalla de Rey | Noreste: Santalla de Rey |
| Oeste: Fornelas                     |                               | Este: Castrosante        |
| Suroeste: Fornelas                  | Sur: Cereixa                  | Sureste: Cereixa         |

## Historia
Esta parroquia, propiedad de los condes de Lemos en la Edad Media, aparece en los documentos medievales bajo la grafía de "Eijión".

## Organización territorial
La parroquia está formada por seis entidades de población, constando cinco de ellas en el nomenclátor del Instituto Nacional de Estadística español:
- Alende
- Arriba (Barrio de Arriba)
- Lama (A Lama)
- Nogueira (A Nogueira)
- O Porto
- Vila (A Vila)

## Demografía
| Gráfica de evolución demográfica de Eixón entre 2000 y 2020 |
|                                                             |
| Datos según el nomenclátor publicado por el INE.            |

## Patrimonio artístico
- Iglesia de San Jorge, de época neoclásica tiene una nave de planta rectangular, muros de cachotaría, cubierta a dos y a cuatro aguas con tejado de pizarra. En la fachada tiene una imagen de San Jorge, una ventana rectangular y está coronada por un frontón. Posee también una torre cuadrada y conserva en el interior retablos y esculturas del siglo XVIII.

## Festividades
- Fiestas de San Jorge: el 23 de abril.
- Fiestas de San Bartolomé: el domingo 24 de agosto o siguiente.